# Taxilepis
Taxilepis là một chi bướm đêm thuộc họ Geometridae.